# Nectandra acuminata
Nectandra acuminata är en lagerväxtart som först beskrevs av Nees & Mart., och fick sitt nu gällande namn av Macbride. Nectandra acuminata ingår i släktet Nectandra och familjen lagerväxter. Inga underarter finns listade i Catalogue of Life.